# Juan Alfonso Tello, IV conde de Barcelos y I conde de Ourém
Juan Alfonso Tello o João Afonso Telo en portugués (m. 1381) fue un noble portugués, I conde de Ourém y IV conde de Barcelos.

## Esbozo biográfico

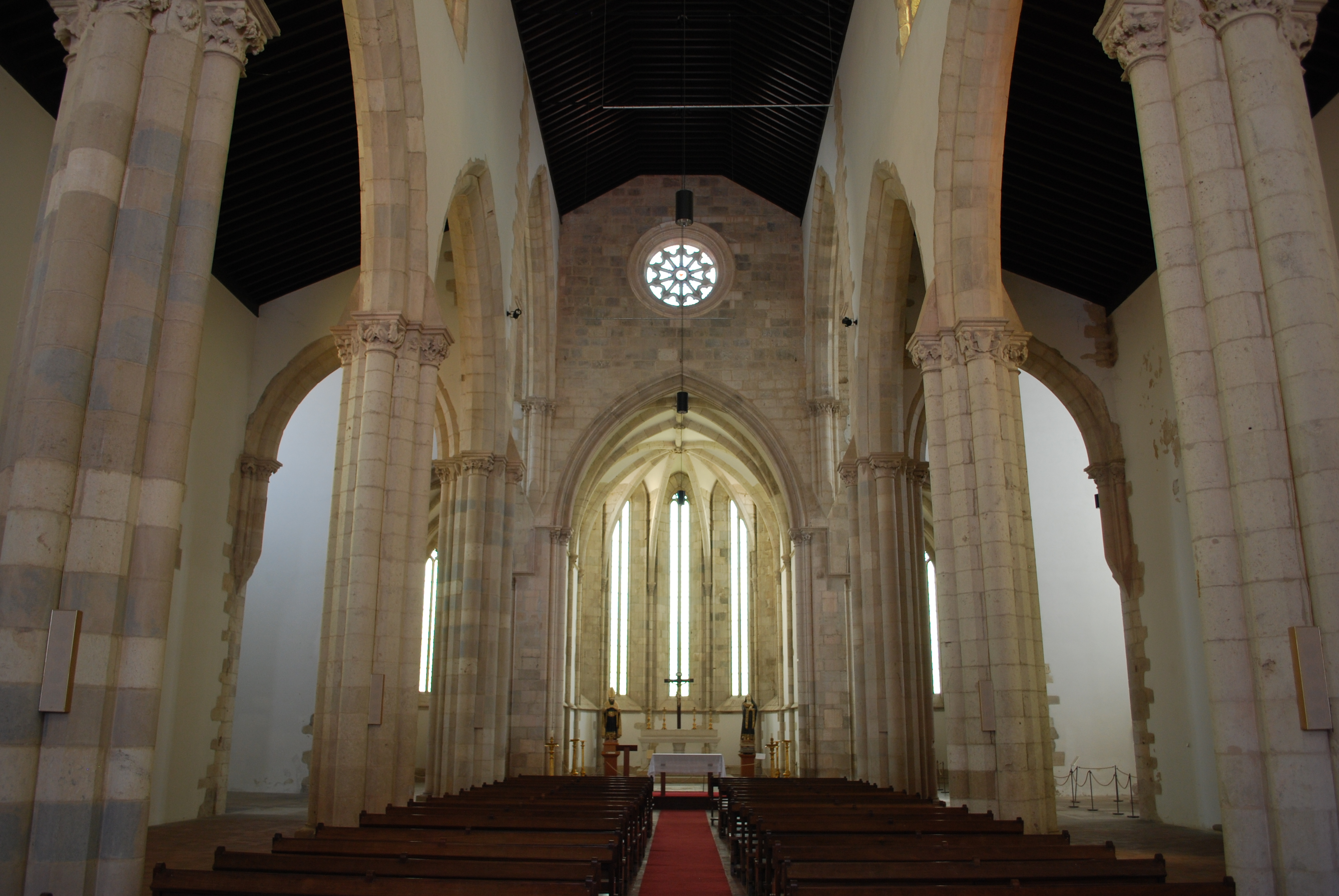
Interior de la iglesia de Santa María da Graça en Santarém fundada por Juan Alfonso Tello y su esposa y donde ambos recibieron sepultura

Juan Alfonso Tello era el hijo segundogénito de Alfonso Martínez Tello «el Raposo»  y de su esposa Berenguela, hija de Lorenzo Suárez de Valladares —consejero de los reyes Alfonso III y  Dionisio I de Portugal— y de su segunda esposa Sancha Núñez de Chacim, así como hermana de Aldonza Lorenzo de Valladares, la madre de Inés de Castro. También fue tío de la reina Leonor Téllez de Meneses.
Fue hombre de confianza del rey Pedro I así como de su hijo el rey Fernando I de Portugal. También fue alférez del rey Pedro I quien, el 10 de octubre de 1357, lo nombró conde de Barcelos. En diciembre de 1371 aparece por primera vez con el título de conde de Ourém, un año después de que el rey Fernando I le donara la villa de Ourém sin el título de conde.
Falleció en las fiestas navideñas en 1381 y fue enterrado en la Iglesia de Santa María de Graça en Santarém que había fundado con su esposa quien aún vivía en 1404 y recibió sepultura en la misma iglesia junto a su esposo.

## Matrimonio y descendencia
Contrajo matrimonio con Guiomar López Pacheco, hija del noble Lope Fernández Pacheco y de Maria Rodríguez de Villalobos. De esta unión nacieron:
- Alfonso Tello,[8] V conde de Barcelos por carta otorgada el 20 de marzo de 1372 en vida de su padre.[4][9] Al fallecer antes que su padre sin haber tenido descendencia,[4] el título revirtió a su padre.[10]
- Juan Alfonso Tello (m. en 1384),[11] I conde de Viana do Alentejo[10] en marzo de 1373. No heredó los condados de Barcelos o de Ourém.  El primer título fue otorgado a Juan Alfonso Tello, hijo de Martín Alfonso Téllez de Meneses y hermano de la reina Leonor Téllez de Meneses. Juan Fernández de Andeiro fue agraciado con el título de conde de Ourém.[10] Fue asesinado en 1384 en su villa de Penela por sus vasallos por haber apoyado la causa del rey Juan I de Castilla,[10] pretendiente al trono portugués durante la crisis de 1383-1385 en Portugal. Él y su mujer, Mayor de Portocarrero,[12] hija de Juan Rodríguez de Portocarrero,[10] fueron los padres de Pedro de Meneses, I conde de Vila Real y II conde de Viana do Alentejo.[13]
- Leonor de Meneses,[9] la esposa de Pedro de Castro, señor de Cadaval, hijo de Álvar Pérez de Castro.[14]